# 노키아 N73

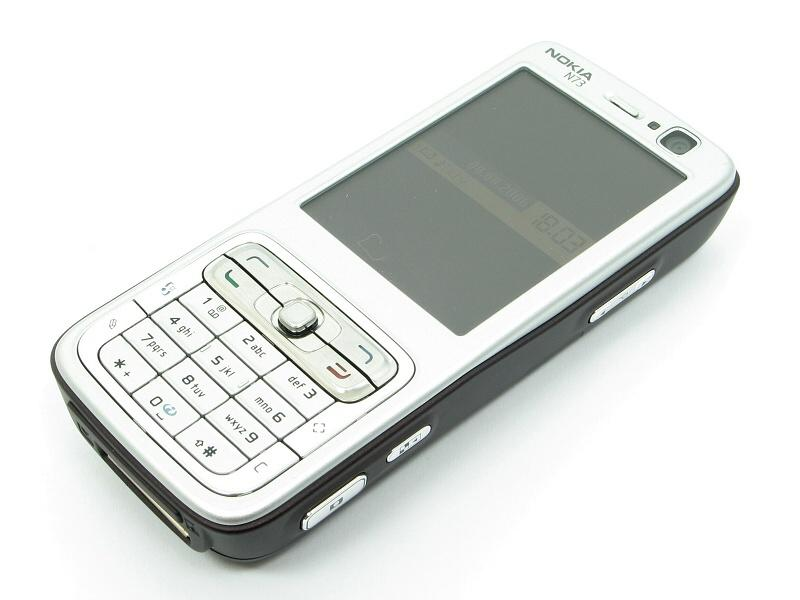
노키아 N73

노키아 N73은 N시리즈의 일부로 노키아가 2006년에 발표한 스마트폰으로 7월 15일에 출시되었다. N73은 N70의 뒤를 이어 수많은 멀티미디어 기능을 탑재했다. 320만 화소 자동 초점 카메라, 전면 카메라, 당시 대형 2.4인치 디스플레이, 스테레오 스피커를 모두 비교적 슬림하고 주머니에 넣을 수 있는 크기와 형태로 갖추고 있다. 심비안 v9.1(S60 3rd Edition)에서 실행된다. N73 Music Edition이라는 향상된 음악 중심 버전이 2007년에 출시되었다.
이 제품은 2006년과 2007년에 가장 많이 팔린 N시리즈 장치 중 하나가 되었으며, 높은 인기로 인해 노키아의 '멀티미디어' 휴대폰 판매량은 2007년 3분기에 전년 동기 대비 28% 증가했다. (다른 톱 셀러 제품군은 N70과 N95였음).